# Regne de Finlàndia (1918)
El Regne de Finlàndia va ser un efímer intent per establir a Frederic Carles de Hessen-Kassel com a cap d'estat de la recent independitzada Finlàndia.

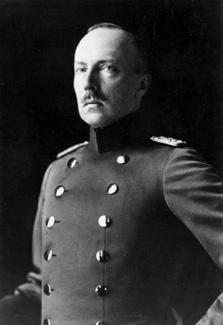
Rei Carles I de Finlàndia.

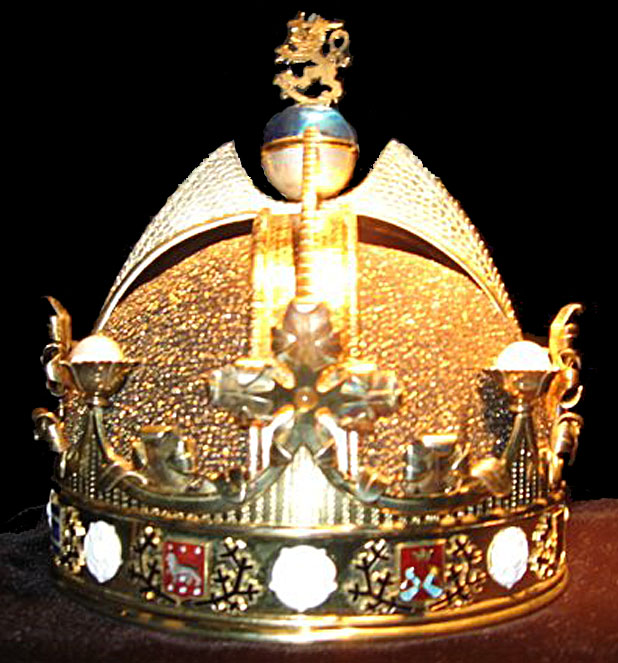
Corona del Regne de Finlàndia.

En independitzar-se el 1917 de Rússia, Finlàndia buscava defugir de la influència tant de Suècia com de Rússia, i per això en 1918, després de la Guerra Civil Finlandesa, es va elegir a Carles I com a monarca de Finlàndia. Pocs mesos després, el mateix monarca renunciaria al tron, convertint-se Finlàndia en una república.